# Gloria Dünkler
Gloria Dünkler (Pucón, 1977) es una escritora chilena, Premio Pablo Neruda 2016, conocida principalmente por su poesía, aunque también cultiva el cuento.  

## Biografía
Dünkler nació en una familia de artesanos, músicos y pescadores lacustres.
Auto editó su primer poemario, Quilaco seducido (50 copias); con el segundo, Füchse von Llafenko (Zorros de Llafenko), que salió ya en Ediciones Tácitas en 2009, obtuvo su primer premio importante, el Academia, que otorga la Academia Chilena de la Lengua. El siguiente poemario, Spandau (2012), consolidó su posición destacada en la nueva poesía de su país al obtener el Municipal de Literatura de Santiago. En 2015 lanzó su cuarto poemario, Yatagán, y al año siguiente su trayectoria poética fue distinguida con el Premio Pablo Neruda.
Textos suyos junto a los de otros poetas nacionales, polacos y alemanes fueron parte de los Bombardeos de Poesía en Varsovia 2009 y Berlín 2010 organizados por el colectivo Casagrande. Sus poemas han aparecido en varias antologías, tanto en Chile (Mujeres en la poesía chilena actual, Semejanza, 2000 ) y como en otros países (Argentina —Desde todo el silencio, Los Puños de la Paloma, y Comer con la mirada, Desde la Gente, ambos en 2008— y México,  Doce en punto, UNAM, 2012), y han sido traducidos al alemán, polaco y catalán. Ha participado en festivales representando a Chile, como el Larinale 2013 (Berlín) o el Festival de La Mar de Músicas 2015, en Cartagena (España) 2015.
La temática de su obra aborda principalmente el asentamiento de los primeros colonos alemanes en territorio mapuche y los contrastes entre ambas culturas e identidades. Ha participado de numerosos certámenes literarios y obtenido importantes reconocimientos. Dünkler cultiva también la narrativa y ha sido becaria del taller de la escritora Pía Barros.

## Obras
- Quilaco seducido, autoedición, Pucón, 2003
- Füchse von Llafenko (Zorros de Llafenko), Ediciones Tácitas, Santiago, 2009
- Spandau, Tácitas, 2012
- Yatagán, Tácitas, 2015

## Premios y reconocimientos
- Premio Los Puños de la Paloma 2008 (Santa Fe, Argentina)
- Premio Academia 2010 por Füchse von Llafenko (Academia Chilena de la Lengua)
- Mención Honrosa en el Premio Municipal de Literatura de Santiago 2010 por Füchse von Llafenko[7]
- Beca del Consejo Nacional del Libro y la Lectura (2011)
- Premio de la Crítica 2013 por Spandau
- Premio Municipal de Literatura de Santiago 2013 por Spandau
- Beca del Consejo Nacional del Libro y la Lectura (2013)
- Premio Pablo Neruda 2016